# Salomonische Dynastie

Löwe Judas, Wappen des Kaiserreichs Äbessinien

Wappen der Kaiser von Äthiopien

Die Salomonische Dynastie ist eine äthiopische Fürstenfamilie; sie stellte von 1270 bis 1974 die Kaiser von Äthiopien. 
Die Dynastie führt sich zurück auf Menelik I., den illegitimen Sohn des israelitischen Königs Salomo und der Königin von Saba. Der mythische Stammvater der Dynastie soll nach dem Besuch der Königin bei Salomon in Jerusalem geboren worden sein.

## Geschichte
Die Negest-Dynastie, deren Anspruch in erster Linie auf der äthiopisch-orthodoxen Kirche in Äthiopien beruht, kam 1270 an die Macht. Yekuno Amlak stürzte den letzten Herrscher der Dynastie Zagwe. Seinen Thronanspruch erhob er als angeblicher Nachfolger einer alten königlichen Familie aus Aksum, die von den Zagwes auf dem Thron abgelöst worden waren.
Das Kerngebiet der Salomonischen Dynastie befand sich im Hochland von Abessinien. Zu Zeiten seiner größten Ausdehnung reichte es bis in das Gebiet des heutigen Sudan, an die Küsten des Roten Meeres, den Golf von Aden und im Süden bis in das heutige Kenia. Ein Großteil der mittleren und östlichen Gebiete wurden zum Anhang des Reiches unter Kaiser Amda Seyon I. und Zara Yacob erobert. Die südlichen und östlichen Gebiete waren in den letzten zwei Jahrhunderten von Kaiser Menelik II. und Haile Selassie angegliedert worden. Einige Randgebiete gingen im 16. Jahrhundert nach einer Invasion von Ahmad ibn Ibrahim al-Ghaziho an das Sultanat Adal verloren.
Haile Selassie, der letzte der abessinischen Kaiser, gilt als Nachkomme von Salomo und der Königin von Saba in der 225. Generation. Er wurde  1974  gestürzt. Mehrere Mitglieder der kaiserlichen Familie wurden verhaftet, andere konnten ins  Exil fliehen. Unter dem Derg-Regime wurden 1989 zunächst die weiblichen Familienangehörigen freigelassen, im Jahr darauf die Männer; der Großteil ging anschließend ins Ausland. Mehrere Mitglieder der kaiserlichen Familie sind später wieder in die Heimat zurückgekehrt.

## Wappen, Flaggen und Embleme
Das Wappen des ehemaligen Kaisers Haile Selassie wird bis heute von den direkten männlichen Nachkommen des Kaisers geführt. Das Wappen zeigt den kaiserlichen Thron, einen am mythischen Thron König Salomos orientierten Löwenthron. Er wird flankiert von zwei Engeln mit Schwert und Waage, Symbole der kaiserlichen Judikative und Legislative, sowie mit einem Zepter als Herrschaftssymbol. Umkleidet wird das Wappen mit dem roten kaiserlichen Mantel, dekoriert mit  Olivenzweigen und mit der äthiopischen Kaiserkrone bekrönt. Vor dem Thron steht der Löwe von Juda, Verbildlichung des Ehrentitels, den die äthiopischen Kaiser führten. Die Devise der Dynastie verwendet ein Zitat aus den Psalmen:

„ኢትዮጵያ ፡ ታበጽሕ ፡ እደዊሃ ፡ ኀበ ፡ እግዚአብሔር ።“

„ʾityop̣yā tābaṣəḥ ʾədawihā ḫaba ʾəgziʾabəḥer.“

„Äthiopien soll seine Hände ausstrecken zu Gott.“

Der Löwe von Juda befand sich auf der Flagge des Kaiserreichs Abessinien.

Wappen
Flagge mit gekröntem Löwen von Juda (1897)
Standarte mit Georg dem Drachentöter und fünf Davidsternen